# جيرهارد شتولتنبرج
جيرهارد شتولتنبرج (بالألمانية: Gerhard Stoltenberg)؛ (29 سبتمبر 1928 - 23 نوفمبر 2001)، سياسي ألماني ينتمي إلى حزب الاتحاد الديمقراطي المسيحي (CDU). شغل شتولتنبرج عدة مناصب وزارية منها وزير البحوث العلمية لجمهورية ألمانيا الغربية (26 أكتوبر 1965 - 21 أكتوبر 1969)، ورئيس وزراء ولاية شليسفيغ هولشتاين ما بين (24 مايو 1971 - 4 أكتوبر 1982)، وزير الخزانة والاقتصاد الاتحادي ما بين (1982- 1989) ووزير الدفاع الاتحادي ما بين (1989 - 1992)

## روابط خارجية
- جيرهارد شتولتنبرج على موقع مونزينجر (الألمانية)
- جيرهارد شتولتنبرج على موقع ديسكوغز (الإنجليزية)